# Mim de Xile
El mim de Xile (Mimus thenca) és un ocell de la família dels mímids (Mimidae).
Habita vessants arbustives a les terres baixes del centre de Xile des de la Regió d'Atacama cap al sud fins Valdivia.